# Lafaek Saburai
Lafaek Saburai (Kampfname, eigentlich Afonso Henriques Pinto) war ein Führer der pro-indonesischer Miliz Makikit im indonesisch besetzten Osttimor (damals Timor Timur).

## Werdegang
Lafaek Saburai kämpfte zwischen 1975 und 1976 bereits als Partisan für die Indonesier bei der Besetzung des Landes in der Operation Seroja. Bereits damals wurde er Chef der Makikit-Miliz, einer paramilitärischen Gruppe mit etwa 200 Mitgliedern und bewaffnet mit 100 Gewehren. Im April 1999 wurde Lafaek Saburai, zusammen mit Martinho Fernandez, einem anderen Veteran von 1975, als Kommandant der Miliz Makikit geführt. Es gab zwar Gerüchte, dass die Miliz in den 1980er Jahren aufgelöst worden sei, doch fand sich Makikit noch 1998 auf der Gehaltsliste der Streitkräfte Indonesiens.
Es gibt unterschiedliche Berichte, nach denen Lafaek Saburai schwer unter Kontrolle der Indonesier gehalten werden konnte. 1994 bewarb sich Lafaek Saburai um das Amt des Bupati (Regierungspräsident) von Viqueque. Er wurde zwar von Gouverneur José Abílio Osório Soares unterstützt, letztlich wurde aber Oberstleutnant I. Ketut Lunca der neue Chef Viqueques. Laut einem Bericht soll Lafaek Saburai daraufhin in Streit mit anderen Milizen geraten sein, was zu mehreren Morden auf beiden Seiten führte.
Möglicherweise um Lafaek Saburai wieder zu beruhigen, wurde er Teil der indonesischen Delegation, die im September 1994 an einem „Versöhnungstreffen“ mit Mitgliedern des osttimoresischen Widerstands im walisischen Chepstow teil. Anfang 1995 gab es Gerüchte, dass Lafaek Saburai vom indonesischen Militär ermordet worden sei. Er hätte in Chepstow einige illoyale Äußerungen gemacht.
Am 20. März 1999 entführte die Makikit in Dilor die 35-jährige Emilia, als man ihren Mann nicht finden konnte. Man brachte sie zum örtlichen Militärkommando, wo man ihr gegenüber sexuell übergriffig wurde und sie mit dem Tode bedrohte. Am selben Tag wurden zwei Männer in Lacluta von Makikit-Milizionären erschossen. Am 10. und 11. August 1999 wurde ein Büro von studentischen Unabhängigkeitsaktivisten von der Makikit überfallen. Drei Menschen starben.
Am 11. März 1999 bezeichnete sich Lafaek Saburai als Mitbegründer der Miliz Darah Merah (deutsch Rotes Blut) in einem Brief an João Tavares, dem obersten Milizchef in Osttimor. Die Miliz war auch unter dem Namen Milisi Sayap Kanan (deutsch Rechter-Flügel-Miliz) oder Front Pembersihan Timor Timur (deutsch Osttimor-Säuberungsfront), aber nicht identisch mit den namensgleichen Milizen in Ermera und Oe-Cusse Ambeno.
Lafaek Saburai bezeichnete im Brief die verschiedenen Milizen in ihrem bisherigen Kampf als zu schwach, weswegen er für den 1. Mai eine „Operation Säuberung“ (indonesisch Operasi Sapu fagad) plane. Alle Unabhängigkeitsbefürworter sollten gefangen und eliminiert werden, nachdem pro-indonesische Osttimoresen aus der Hauptstadt Dili nach Westen in den Distrikt Bobonaro „in Sicherheit gebracht“ worden wären. Der Brief wurde öffentlich bekannt und sorgte für eine weitere Verunsicherung unter der Bevölkerung vor dem anstehenden Unabhängigkeitsreferendum in Osttimor. Experten kamen schnell zu dem Schluss, dass es konkrete Pläne der indonesischen Armee geben müsse, die als Vergeltungsmaßnahme von indonesischen Sicherheitskräften und Milizen gegen die Bevölkerung ausgeübt werden sollten, nachdem sie sich im Referendum für die Unabhängigkeit von Indonesien entschieden hat und auf diese Weise das erste Mal in die Öffentlichkeit lanciert wurden. Lafaek Saburai war bekannt für seine Beziehungen zu Generalmajor Zacky Anwar Makarim und dem Militärgeheimdienst Badan Intelijen ABRI (BIA). Allerdings war die Miliz von Lafaek Saburai relativ klein und die Bezeichnung „Operation Säuberung“ taucht später auch nicht mehr auf, weswegen es umstritten ist, inwieweit Pläne schon konkret bei der Armee existierten. Am 1. Mai selbst blieb es noch ruhig. Erstmals wurden auf diese Weise Pläne öffentlich gemacht, die als Vergeltungsmaßnahme von indonesischen Sicherheitskräften und Milizen gegen die Bevölkerung ausgeübt werden sollten, nachdem sie sich im Referendum für die Unabhängigkeit von Indonesien entschieden hat.
Lafaek Saburai reiste 1999 mehrmals nach Jakarta. Laut dem Unabhängigkeitsführer Xanana Gusmão soll Lafaek Saburai einer der beiden Osttimoresen gewesen sein, der im Auftrag des BIA im März 1999 Demonstrationen von pro-indonesischen Osttimoresen vor dem Haus organisierte, in dem Gusmão unter Hausarrest stand.
Ende April 1999 soll Lafaek Saburai zusammen mit Hercules Rosario Marçal oder Manuel de Sousa im Auftrag von Generalmajor Zacky Anwar Makarim an einem Mordkomplott gegen Mario Carrascalão beteiligt gewesen sein. Carrascalão floh aufgrund der Berichte über das Komplott von Indonesien nach Portugal.
Nachdem sich die indonesischen Truppen Mitte September 1999 aus Osttimor zurückgezogen hatten, soll Lafaek Saburai in Jakarta mit Generalmajor Zacky Anwar Makarim über Pläne gesprochen haben, in Indonesien verbliebenen Unabhängigkeitsbefürworter aus Osttimor zu eliminieren.